# 三元里 (廣州市)
三元里是中國广东省广州市地名，位于白云区西南方。广州地铁二号线在此设三元里站。

## 歷史

### 三元里抗英事件
1841年5月鸦片战争时期，英军入侵广州，於三元里地区侵略民居。当时的三元里乡勇於是反抗英军的侵略。三元里也因此成為了中國南方最著名的村莊之一。1950年，廣州市人民政府為了紀念英烈，在附近的山上興建三元里人民抗英烈士纪念碑。当年乡勇集结点三元古庙也被改建为三元里平英团遗址。

## 环境
三元里村原为耕地，后随城市的发展，村里已经没有一块农田，村民全部都洗脚上田。而原先的耕地就全部改建为没有统一规划的密密麻麻的楼房，此现象在城市与农村的接壤处（俗称城中村）非常普遍。由于楼房太密集加上多数居民为租屋的外地人的关系，这里的环境卫生及治安非常恶劣。情况与香港1993年被清拆的九龙寨城差不多，有时甚至更差。当时采访过九龙寨城的一群日本探索家也来过三元里村“探索”并作出过对比。

## 公共交通
- 地铁2号线：三元里站、11号线：梓元岗站
- 电车：机场路总站
- 巴士：三元里古庙站